# Lago di Calaita
Il lago di Calàita è un piccolo lago alpino di origine naturale situato nella Valle del Lozen, nel Trentino orientale, a 1605 metri sul livello del mare.
Il lago si trova su un ampio pianoro che prende il nome di campìgol del Doch dall'omonima malga che si affaccia sul lago risalente agli inizi del XX secolo.
Il lago rientra nel territorio del Parco naturale Paneveggio - Pale di San Martino.

## Fauna

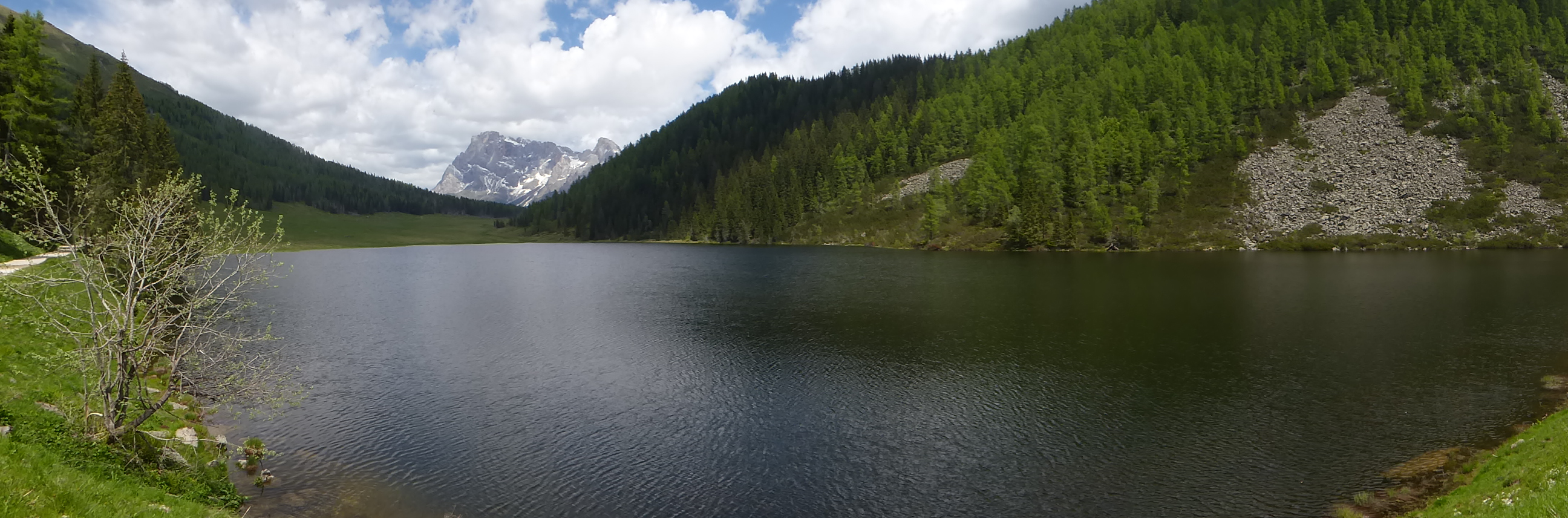
Panoramica

La fauna ittica è costituita da trote fario, sanguinerole, scardole (non autoctone) e da qualche esemplare di salmerino alpino. Sono inoltre presenti abbondanti specie di anfibi quali il rospo comune, la rana montana, la salamandra pezzata e il tritone alpestre.

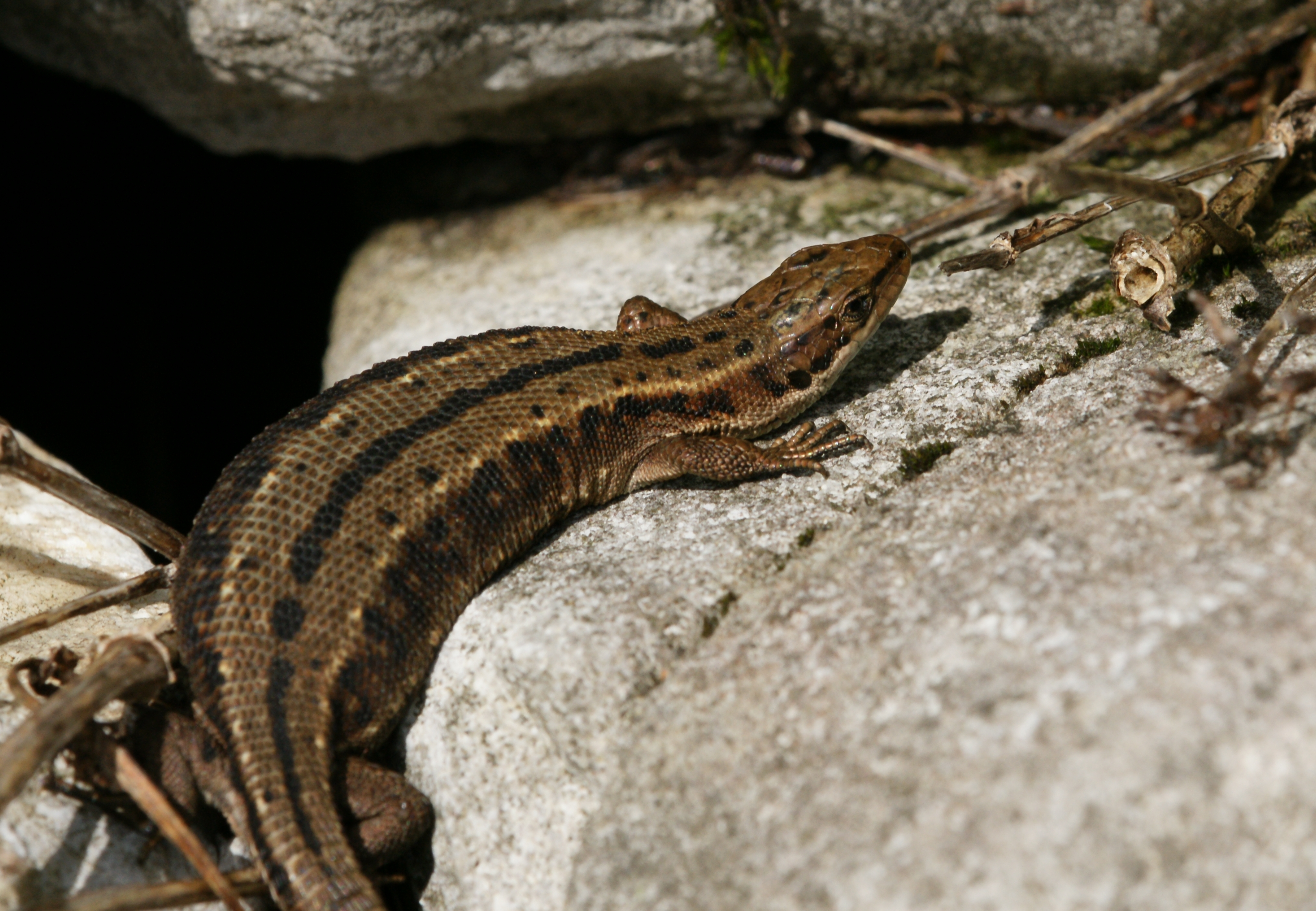
Lucertola vivipara

Numerose anche le specie di rettili, spiccano in particolar modo le popolazioni di lucertola vivipara, specie che in Italia è solo alpina, e di vipere. Tra queste ultime si rinviene con maggior frequenza il marasso, cugino esclusivamente alpino e quasi innocuo della vipera comune, specie meno diffusa ma comunque ben rappresentata nella valle del Vanoi. Tra i serpenti innocui si segnalano il biacco melanico (localmente "carbonasso") nei margini dei boschi e la biscia o natrice dal collare barrata negli acquitrini. Non è infrequente imbattersi anche in splendidi esemplari melanici di natrice dal collare o di marasso, quindi dalla colorazione interamente nera. Molto comuni sono anche gli orbettini.
Attorno a questo lago si possono osservare diversi grandi animali tipici dell'arco alpino come cervi, caprioli e camosci ma anche piccoli mammiferi e roditori come marmotte, lepri e scoiattoli. Tra i mammiferi carnivori si segnala la presenza di tassi e volpi.
Sopra i boschi è facile vedere le poiane volare in cerca di roditori. Spesso si può sentire il tamburellare sui tronchi del picchio nero. Tra i numerosi Passeriformi, vocalizzano nei boschi il fringuello, il regolo, lo scricciolo, la cincia mora, la cincia dal ciuffo, il picchio muratore, il ciuffolotto, il crociere e la ghiandaia. Nei pascoli si trova invece il codirosso spazzacamino e la cornacchia grigia. Nelle rive del lago si può facilmente osservare la diffusissima ballerina bianca e la sua cugina più elusiva, la ballerina gialla.

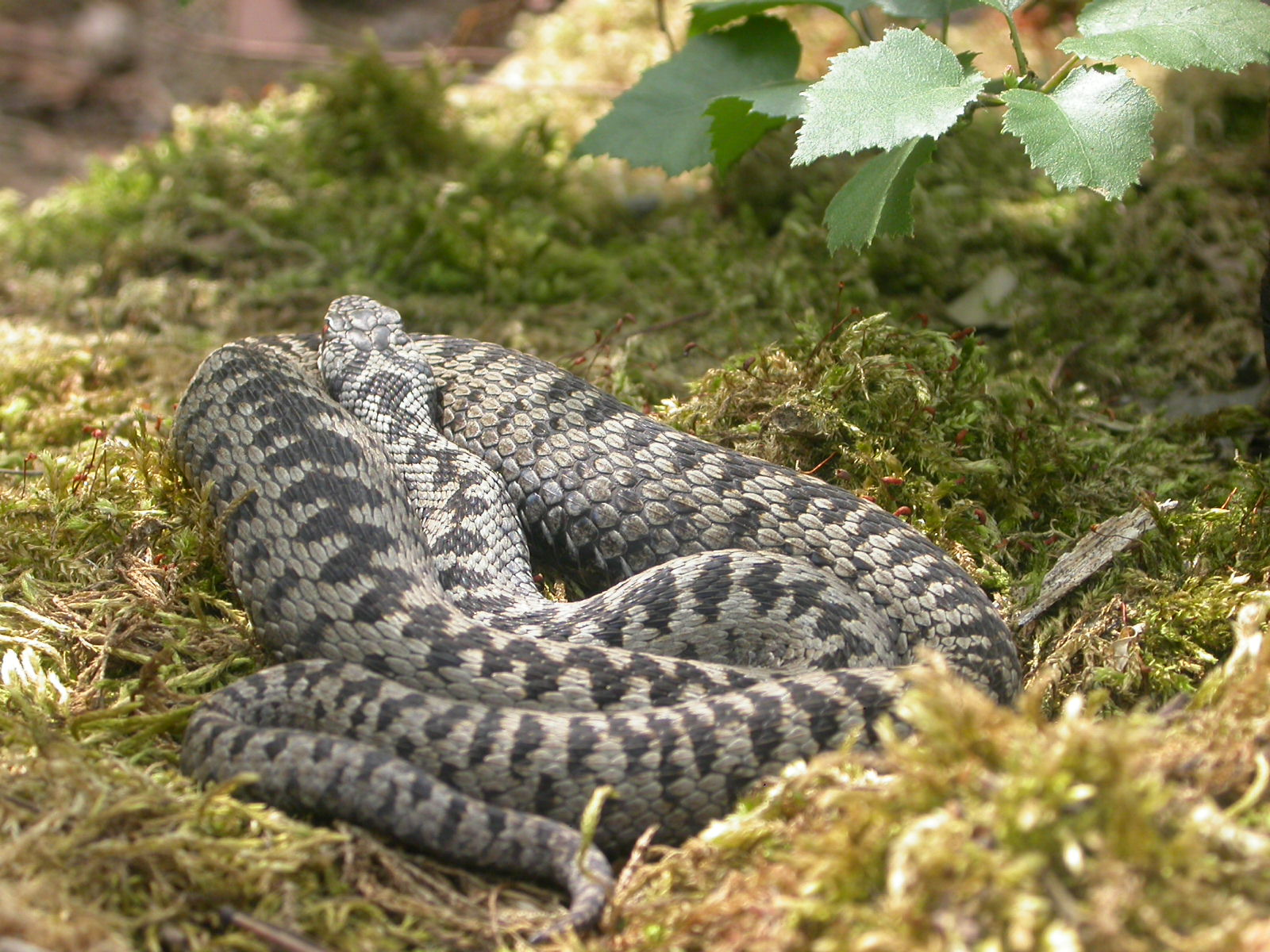
Marasso

Gli uccelli acquatici sono rappresentati principalmente da piccoli gruppi di germani reali che talvolta raggiungono il lago in volo. Stagionalmente è anche habitat di aironi cenerini che durante l'estate stazionano attorno al lago dove trovano abbondanti quantità di pesce.

## Flora

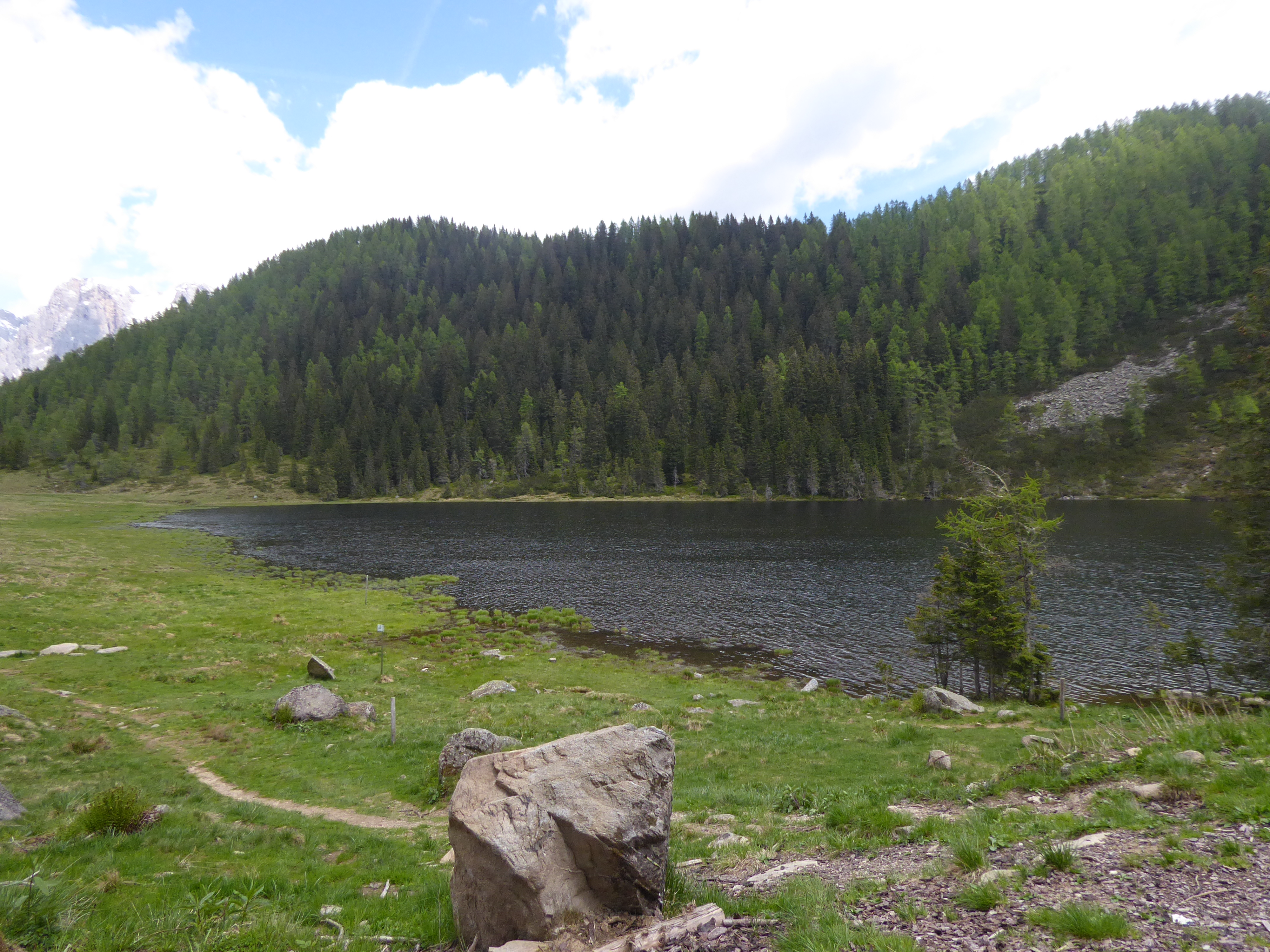
La costa settentrionale, più paludosa

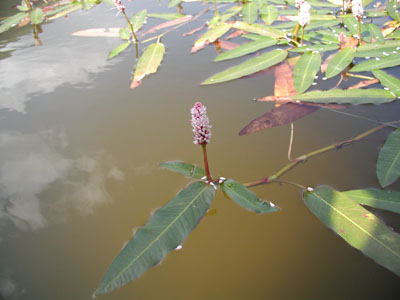
Poligono anfibio

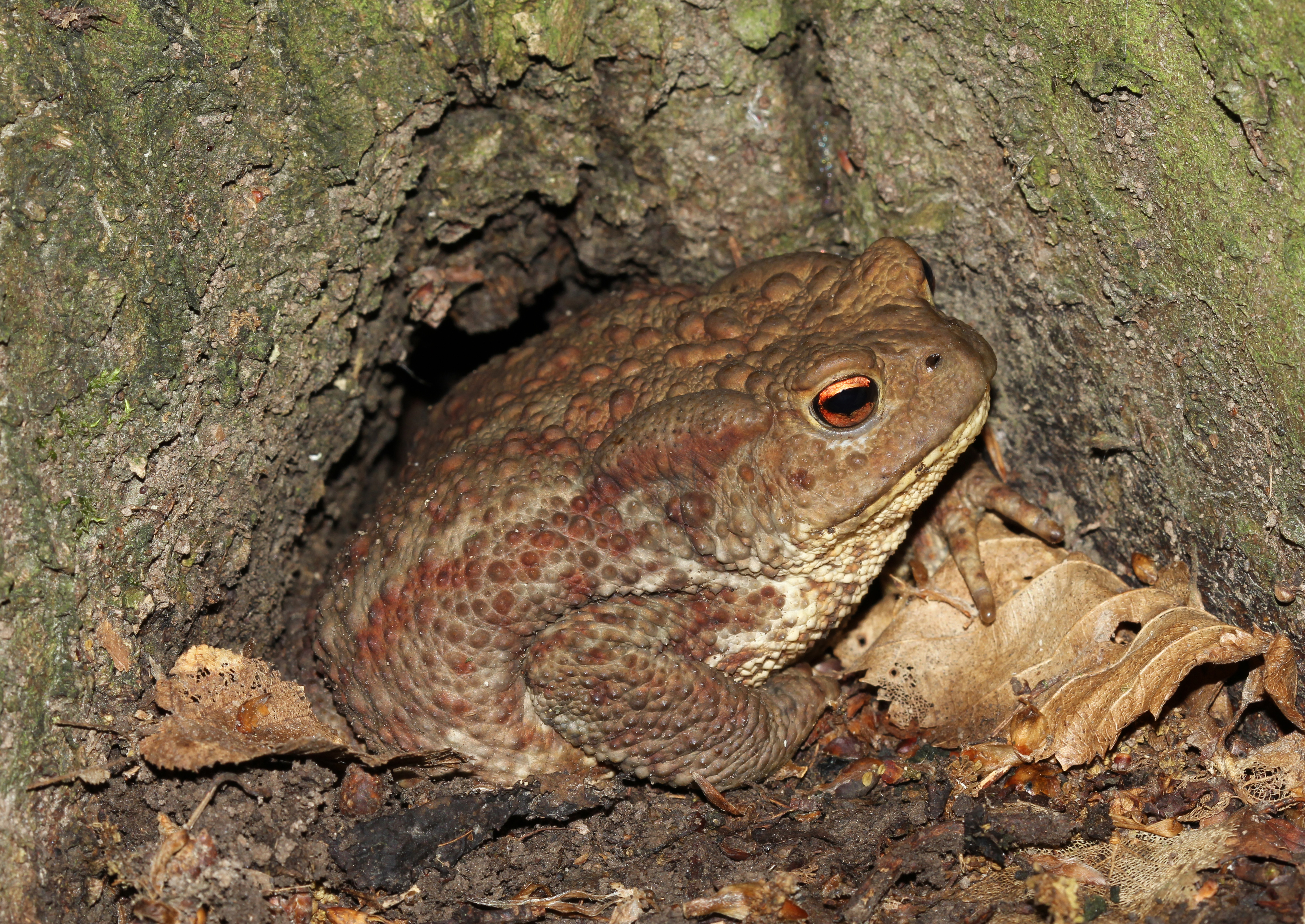
Rospo comune

La vegetazione acquatica è rappresentata principalmente dal poligono anfibio che ne ricopre quasi il 50% delle rive. Questa pianta relativamente comune in Trentino nei laghi alpini ha la caratteristica di potersi adattare ai periodi di secca trasformandosi da pianta acquatica a specie terrestre.
Sulle rive del lago si trovano numerose piante di pino mugo che riescono a crescere anche su terreni rocciosi.
Presso le rive del lago e nel pascolo umido e torboso che si stende a nord ci vengono segnalate dai botanici alcune interessanti emergenze floristiche. Sulla sponda ovest, per esempio, è abbastanza frequente il raro Ranunculus reptans, una specie che si insedia nella fascia periodicamente sommersa dalle acque e che rischierebbe di estinguersi se - come è stato più volte ventilato - si stabilizzasse il livello del lago con interventi artificiali. Preziosa è anche la cospicua presenza di Sparganium emersum, forse ormai l'unica in Trentino. Polygonum amphibium ha qui, probabilmente, l'unica presenza di tutto il Primiero-Vanoi, come pure lo sporadico e raro Gnaphalium uliginosum. Rispettivamente su torba e in zone fangose possiamo trovare Potentilla palustris e Rorippa islandica. Oltre a varie specie di carici (Carex canescens, C. echinata, C. irrigua, C. rostrata, ecc.), troviamo fra l'altro una rara graminacea, Alopecurus aequalis, un cardo (Cirsium palustre) e varie potentille e ranuncoli. Nei dintorni, il periodo della fioritura mette in mostra i colori della tipica flora dei prati umidi e dei pascoli. A ovest del lago, sul margine del Parco, si trova in una zona un po' defilata un altro interessante biotopo, il Campigolo del Rosso, bell'esempio di cariceto-sfagneto.

## Attività
In questo lago è possibile pescare durante la stagione estiva (l'attività di pesca è gestita dall'Associazione Pescatori del Vanoi), mentre durante il periodo invernale, nel quale il lago si ricopre totalmente di ghiaccio, si presta agli sport invernali quali lo sci di fondo e il pattinaggio.
È presente anche un punto di ristoro sulle rive del lago, ovvero il Ristorante Miralago Calaita, aperto praticamente tutto l'anno per fornire un punto d'appoggio ai numerosi escursionisti nella zona.
È punto di partenza per escursioni sia a piedi che in mountain bike d'estate oppure con le racchette da neve o con gli sci alpinismo d'inverno. Infatti da qui è possibile raggiungere San Martino di Castrozza in un paio d'ore oppure le cime della catena del Lagorai (cima Folga, cima Scanaiol, cima Tognola, cima Valsorda, cima Arzòn) o i piccoli laghetti alpini che si trovano numerosi su queste cime ad oltre 2000 metri.

## Come raggiungerlo
Il lago dista 15 km da Fiera di Primiero e 12 km da Canal San Bovo. Dal Primiero si raggiunge percorrendo il Passo Gobbera (S.P.79) o imboccando il veloce traforo del Monte Totoga che porta direttamente a Canal San Bovo (S.P.80). Da qui si sale la Valle del Lozen fino a raggiungere il lago (S.P.79 e poi S.P.239).